# Sara Fiorin
Sara Fiorin (* 24. September 2003 in Seveso) ist eine italienische Radrennfahrerin, die auf der Straße und der Bahn aktiv ist.

## Sportliche Laufbahn
Als Juniorin machte Fiorin vorrangig auf der Bahn auf sich aufmerksam, dabei war sie zunächst im Sprintbereich erfolgreich. So wurde sie 2021 italienische Juniorenmeisterin im Sprint und im Keirin, bei den Europameisterschaften 2020 und Weltmeisterschaften 2021 gewann sie mit dem italienischen Team jeweils die Bronzemedaille im Teamsprint. Bei den Europameisterschaften 2021 zeigte sie als Vizeeuropameisterin im Ausscheidungsfahren bereits ihre Fähigkeiten über längere Distanzen.
Nach dem Wechsel in die U23 fuhr Fiorin ein Jahr auf nationaler Ebene, bevor sie 2023 Mitglied im neu gegründeten UAE Development Team wurde. 2023 war sie zunächst wieder auf der Bahn erfolgreich: bei den U23-Europameisterschaften gewann sie mit dem Team die Bronzemedaille in der Mannschaftsverfolgung, auf nationaler Ebenen wurde sie italienische Meisterin in der Mannschaftsverfolgung. In der Saison 2024 erzielte sie mit dem Gewinn der Umag Trophy Ladies auch ihren ersten internationalen Sieg auf der Straße. Bei den Olympischen Sommerspielen 2024 in Paris wurde sie für den Sprint und Keirin nominiert, wo sie jeweils bereits in der ersten Runde ausschied.
Zur Saison 2025 erhielt Fiorin einen Vertrag beim deutschen Ceratizit-WNT Pro Cycling Team.

## Familie
Sara Fiorin ist die ältere Schwester des italienischen Radrennfahrers Matteo Fiorin.

## Erfolge

### Bahn
2020
- Junioren-Europameisterschaften – Teamsprint (mit Valentina Basilico und Gaia Tormena)

2021
- Junioren-Europameisterschaften – Ausscheidungsfahren
- Junioren-Weltmeisterschaften – Teamsprint (mit Alessia Paccalini, Valentina Basilico und Rebecca Bacchettini)
- Italienische Junioren-Meisterin – Keirin, Sprint

2023
- Italienische Meisterin –  Mannschaftsverfolgung (mit Martina Alzini, Martina Fidanza und Francesca Pellegrini)
- U23-Europameisterschaften – Mannschaftsverfolgung (mit Valentina Basilico, Sofia Collinelli und Matilde Vitillo)

2025
- U23-Europameisterschaft – Scratch

### Straße
2024
- Umag Trophy Ladies
- Omloop der Kempen Ladies

2025
- eine Etappe Tour El Salvador